# Gregório Antunes
Gregório Antunes foi pintor de óleo lisboeta, educado no gosto retardatário do maneirismo.
Foi um dos fundadores da Irmandade de S. Lucas, criada em Lisboa no ano de 1602, e mestre professor de pintura de óleo recebendo na sua oficina sita na freguesia de Santa Justa, jovens aprendizes como o terceirense Francisco Ribeiro.
Vítor Serrão apurou para os anos de 1633 e 1634 a execução de três pinturas para a Igreja do Hospital de Jesus Cristo em Santarém, representando respectivamente João Afonso de Santarém distribuindo pão pelos pobres, Santa Ana e S. Joaquim e o Repouso na Fuga para o Egipto (estas duas desaparecidas), onde o pintor evidencia uma clara adopção do no novo figurino estético do naturalismo e tenebrismo proto-barroco por via espanhola, ainda que numa via secundária.
O mesmo historiador de arte admite-o como provável autor de dois painéis tenebristas do Tesouro da Sé de Lisboa e cita o exemplo da Chegada a Lisboa da Embaixada de Bolonha com as relíquias de São Vicente, que datou de cerca de 1630 estribando a atribuição na afinidade estilística perfilhada com a tela escalabitana. Igualmente, coloca na órbita da sua produção São Tiago Maior e Santa Clara vestidos de romeiros, hoje no Palácio Nacional de Sintra.